# Københavns Gasværker
Københavns Gasværker er en dansk dokumentarfilm fra 1938.

## Handling
En film om Københavns gasværker, optaget af Københavns Belysningsvæsen. Gasværkerne forædler kul til blandt andet gas, koks, tjære, benzol, salmiakspiritus og en række andre kemiske produkter. Der er brug for 700 tons kul i døgnet - de bliver sejlet til Københavns Havn fra England. Forarbejdningsprocessen er omfattende: fra kul til hele koks, knuste koks, nøddekoks og smuld. Der sælges årligt koks for ca. 4 mio. kroner. Den videre forarbejdning foregår på benzolfabrikken og tjærefabrikken. Der bliver årligt solgt 11 mio. kg tjære til en værdi af ca. 800.000 kr.